# Tellurole
Tellurole sind eine Stoffgruppe der organischen Chemie. Es handelt sich um Organotellurverbindungen, die eine an Kohlenstoff gebundene TeH-Gruppe aufweisen. Demnach sind sie Analoge der Alkohole, Thiole und Selenole.

## Geschichte
Die ersten Tellurole mit einfachen Alkylgruppen wurden 1926 synthetisiert. Die erste hergestellte Verbindung war das Ethantellurol, dass durch Alkoholyse von Aluminiumtellurid mit Ethanol bei 250 °C hergestellt wurde. Die Stoffgruppe wurde wenig erforscht, stabilere Derivate wurden erst in den 1990er-Jahren synthetisiert.

## Vorkommen
Aspergillus fumigatus und einige andere Pilze können ohne Schwefelquelle wachsen, wenn Natriumtellurit vorhanden ist. In dem Fall bilden sie Tellurocystein, ein Tellurol, das sie auch in Proteine einbauen.

## Herstellung
Alkantellurole wie Methantellurol, Ethantellurol, Propantellurol und Butantellurol können durch die Alkoholyse von Aluminiumtellurid mit einem entsprechenden Alkohol (Methanol, Ethanol, 1-Propanol, 1-Butanol) bei hohen Temperaturen gewonnen werden. Um zu verhindern, dass sich die hergestellten Verbindungen sofort wieder zersetzen, muss die Reaktion unter einer Wasserstoff-Atmosphäre durchgeführt werden. Propantellurol und Butantellurol können auch durch Reaktion von Tellurwasserstoff und Natriumethanolat mit 1-Brompropan beziehungsweise 1-Brombutan gewonnen werden, bei den kleineren Homologen funktioniert die analoge Synthese jedoch nicht. Eine recht allgemein anwendbare Synthesemethode ist die Umsetzung von Tellurolaten mit Phosphorsäure. So kann durch die Spaltung von Dimethylditellurid mit Natrium das Natriummethantellurolat gewonnen werden, dessen Protonierung Methantellurol ergibt. Substituierte aromatische Tellurole können ebenfalls ausgehend von organischen Ditelluriden hergestellt werden. Beispielsweise kann Dimesitylditellurid mit Lithiumtriethylborhydrid zu einem Tellurolat umgesetzt werden und dann mit Tetrafluoroborsäure-Etherat protoniert werden, um Mesitylentellurol zu erhalten. Weiterhin kann elementares Tellur mit einem Lithiumorganyl umgesetzt und dann protoniert werden. Eine alternative Synthesemethode für Tellurole ist die Reduktion organischer Ditelluride mit Tributylzinnhydrid.

## Eigenschaften
Alkantellurole sind Flüssigkeiten mit unangenehmem Geruch. Bei Raumtemperatur zersetzen sie sich leicht und können werden beispielsweise durch Luftsauerstoff zu organischen Ditelluriden oxidiert werden. Durch Verunreinigungen mit solchen Verbindungen weisen Tellurole oft eine gelbliche Farbe auf. Aromatische sind überwiegend ebenfalls sehr instabil, beispielsweise zersetzt sich Mesitylentellurol schon zwischen −40 und −30 °C unter Freisetzung von elementarem Tellur. Vergleichsweise stabil ist das Tris(trimethylsilyl)methantellurol.